# Järni
Pour les articles homonymes, voir Jarni (homonymie).
Järni  est un village estonien appartenant à la commune de Rakvere dans le Virumaa occidental. Au 1er janvier 2010, sa population était de 49 habitants. 